# Георг III
Георг III (англ. George William Frederick, за англійською традицією Джордж III; 4 червня 1738 — 29 січня 1820) — король Великої Британії та Ірландії з 25 жовтня 1760 до смерті в 1820 році.
Стиль його правління був твердим та агресивним, король нав'язував урядам свої рішення, а у випадку незгоди без вагань відправляв їх у відставку. До кінця 1770-х років він домігся того, що став управляти сам. Відносини з парламентом складалися важко. І проблема знайти надійного й обізнаного першого міністра була вирішена тільки із призначенням Вільяма Пітта-молодшого в 1774 році. Стосовно короля він поводився шанобливо, але твердо, і Георгу довелося примиритися з його владою. У 1776 році американські колонії оголосили про свою незалежність від Великої Британії, і Георг почав проти них завзяту війну. Поразка у війні так вплинула на Георга, що він навіть погрожував зректися престолу та виїхати у своє Ганноверське курфюрство, але погрози не справили на англійців ніякого враження.

## Титули
З 1801 року країна стала офіційно йменуватись не Королівством Велика Британія, а Сполученим Королівством (англ. United Kingdom); цього ж року Георг III (в рамках тимчасової нормалізації стосунків з республіканською Францією) зрікся суто формального титулу «Король Франції», який використовували всі англійські, а потім і британські королі з часів Столітньої війни. У 1814 році (коли Георг був уже невиліковно хворим та було запроваджено регентство) статус Ганновера було піднято з курфюрства до королівства, відповідно Георг III став того самого року першим королем Ганновера.

## Походження
Онук Георга II, старший син Фредеріка Льюїса, принца Уельського, який помер за життя батька у 1751 році. Після цього 12-річний принц Георг сам став принцом Уельським, а після смерті діда у 1760 році вступив на престол. Він був першим монархом Ганноверської династії, хто народився у Великій Британії; на відміну від батька, діда й прадіда, англійська мова для нього була рідною. У Німеччині він ніколи не був.

## Політичні події правління
Вихований під керівництвом лорда Б'юта в антивігських принципах, молодий король негайно після вступу на престол (у 1760 році) наважився зламати силу вігської партії. За допомогою «друзів короля» Пітт (Вільям Пітт Старший) був усунутий від влади (1761), та результати його політики було зруйновано Паризьким миром (1763). Однак некомпетентність лорда Б'юта відтягнула торжество торізму, й Георг був змушений навіть знову допустити до влади вігів (міністерство Рокінгема, 1766). Нарешті Пітт, зведений у лорди з титулом графа Четема, порвав із вігами й погодився прийти на допомогу королю; але нервовий розлад невдовзі змусив його піти, й на чолі правління постав герцог Графтон, який провадив політику послаблення партій та посилення влади корони. У 1770 році Георг, який ще не втратив свою популярність, призначив першим міністром лорда Норта, який став слухняною зброєю в руках короля. Настала доба бідувань і ганьби, надзвичайних заходів, залякування опозиції.

### Американська революція

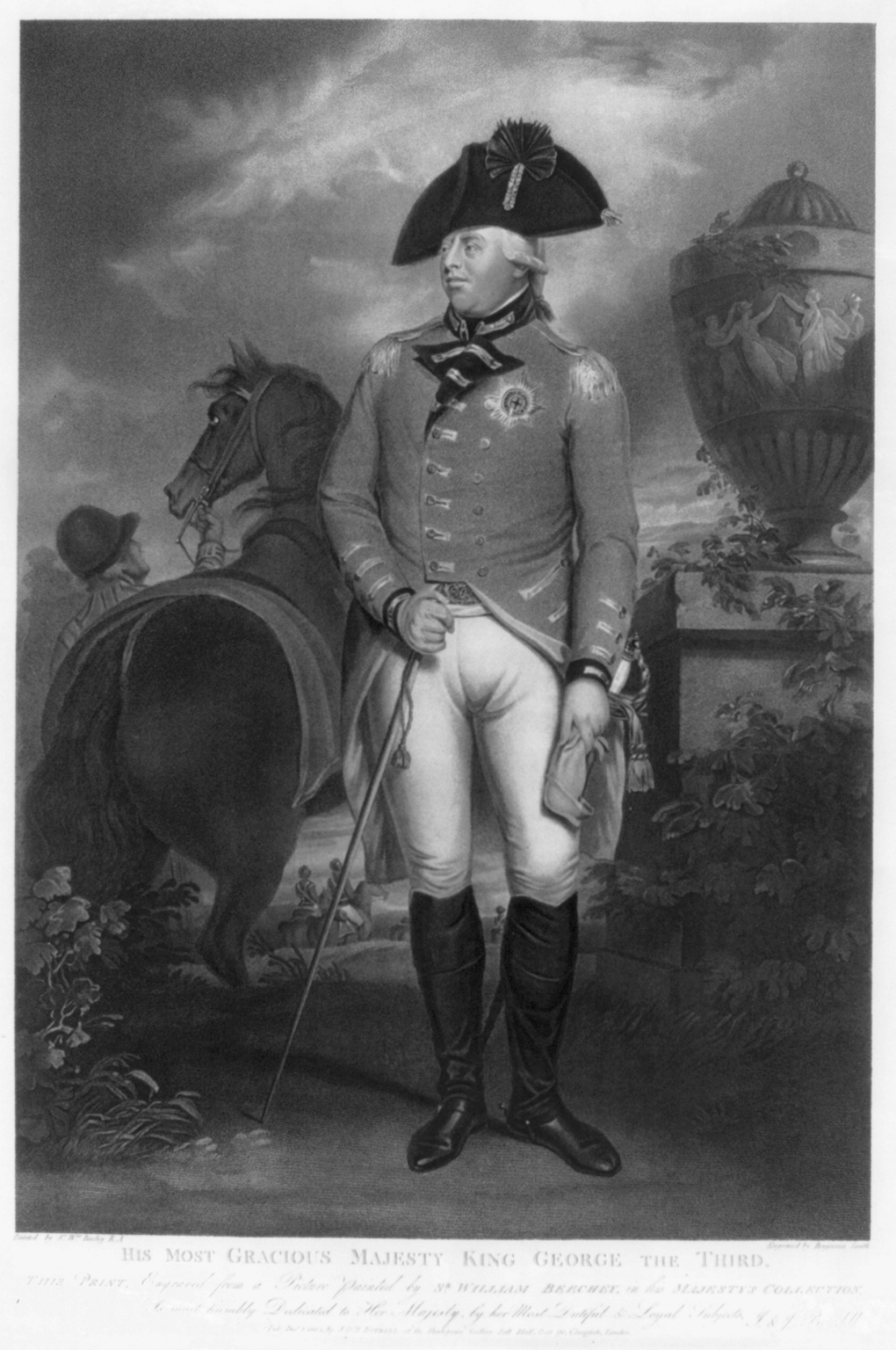
Портрет Георга III у військовій формі

Політика репресій щодо американських колоністів була популярною в Англії, поки за оголошенням війни не відбулась здача Бургойна під Саратоґою і втручання Франції (1778). Норт хотів було відмовитись від влади на користь лорда Четема, але Георг не захотів «володіти короною, бувши у кайданах». Збудження у суспільстві зростало; в Америці невдача йшла за невдачею; вдома невдоволення мас вилилось у гордонівські бунти (1780).

### Конфлікт корони з парламентом
Деннінг запропонував свої знамениті резолюції стосовно збільшення впливу корони. За посередництва лорда Терло Георг спробував досягнути згоди з опозицією, але зазнав цілковитої невдачі внаслідок здачі армії лорда Корнуолліса. У березні 1782 року Норт вийшов у відставку. Ще одного разу король потрапив під ненависну йому владу вігів. Але час короткого другого міністерства Рокінгема він був змушений погодитись на визнання американської незалежності, і хоча вбачав лорда Шелберна більш поступливим, проте коаліція Фокса й Норта, що утворилась у 1783 році, вступила в управління з явним наміром зламати королівську владу. Георг наважився апелювати до країни: через неконституційне застосування свого особистого впливу у палаті лордів він домігся того, що внесений Фоксом East India Bill було відкинуто. Міністри вийшли у відставку й після того, як Пітт Молодший, новий перший міністр, мужньо витримав боротьбу з більшістю у палаті громад, парламент було розпущено (1784). Вибори констатували повну перемогу корони над вігською олігархією. Настав період значного матеріального прогресу, упродовж якого чудове управління Пітта принесло короні велику популярність. У 1789 році у короля почався розумовий розлад, але він невдовзі видужав.

### Боротьба із Францією

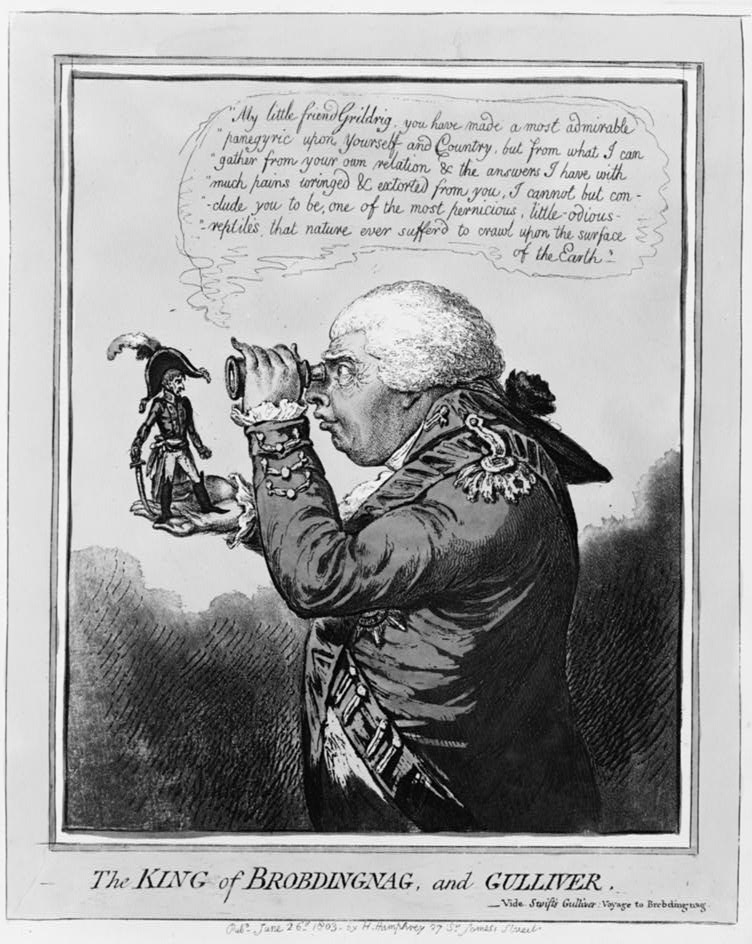
Георг III — «король Бробдінгнега» дивиться у підзорну трубу на Бонапарта-Гуллівера. Карикатура Гілрея (іронічна стосовно короля), 1803

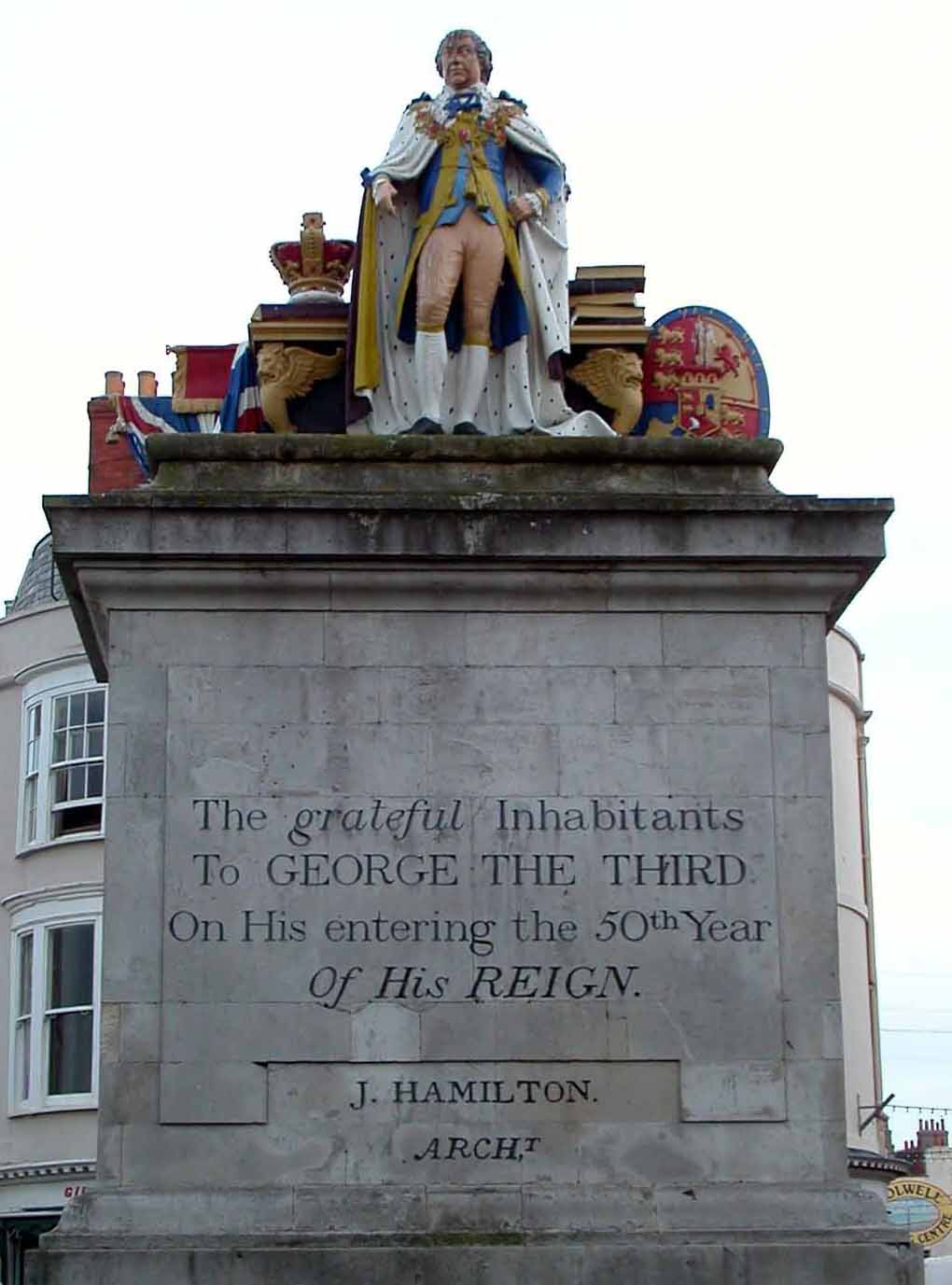

Вибух французької революції налякав навіть більшу частину невдоволених королем вігів та схилив їх надати підтримку трону. За схвалення вищих класів король та його міністри вступили до боротьби з Францією, долучившись до європейської коаліції. Тягар, покладений цим самим на націю, швидко зробив війну украй непопулярною, а разом з нею і короля. В Ірландії спалахнуло повстання, яке Пітт хотів загасити емансипацією католиків; король не дав своєї згоди на такий захід, посилаючись на те, що це було б з його боку порушенням коронаційної присяги, та, зустрівши тверду рішучість міністра, був змушений прийняти його відставку (березень 1801). Георг удруге стикнувся з божевіллям, але невдовзі одужав. Наступник Пітта, Аддінгтон, уклав у березні 1802 року Ам'єнський мир, проте у травні 1803 року війна відновилась. Серед дієвих приготувань до відбиття французів король знову на деякий час став жертвою божевілля. Неспроможність Аддінгтона набридла і парламенту, і народу, й вони почали вимагати повернення до влади Пітта. Розпочались перемовини. Пітт хотів сформувати уряд на широких засадах; але король не погодився включити до нього Фокса, який особисто йому не подобався, й було утворено суто торійський уряд. Боротьба з Наполеоном тривала без великих успіхів. Коли помер Пітт (1806), король всупереч своєму бажанню був змушений визнати Фокса та Ґренвілла як вождів «міністерства всіх талантів». Ґренвілл, послаблений смертю Фокса, спробував висунути знову претензії католиків у формі скромного заходу полегшення офіцерам доступу до армії та флоту. Король зажадав від міністерства відмови від білля. Міністри підкорились, але всупереч бажанню короля не відмовились від права знову порушити це питання за сприятливіших умов — й були звільнені у відставку. Їх місце зайняло міністерство герцога Портленда, фактичним главою якого був Персіваль. Ненормальний стан суспільства виразився ще раз у схваленні виборцями неконституційних дій короля (1807). Міністерство, попри низку помилок і невдач у зовнішній політиці, не було розпущене, оскільки мало на своєму боці надто значну більшість; згодом завдяки діям Веллінгтона в Іспанії його становище стало ще міцнішим. У 1811 році ментальний стан короля суттєво погіршився, до того ж він ще й осліп; управління країною перейшло до рук регента.

## Особисте життя

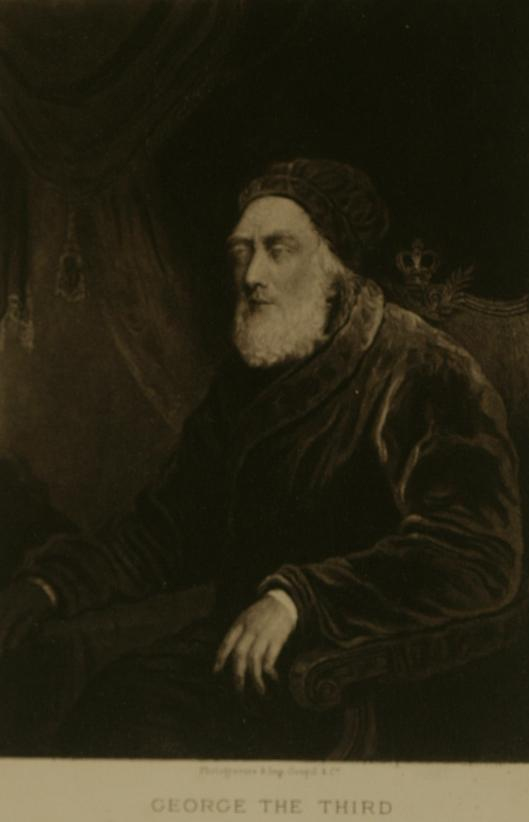
Сліпий Георг III в останні роки життя

З 1789 року король потерпав через напади спадкової обмінної хвороби порфирії, під час яких був цілком несамовитим; з 1811 року над сліпим королем, перебіг хвороби якого став неповоротним, було встановлено регентство; принцом-регентом став його старший син, Георг, принц Уельський. Георг III, який втратив розум, згас за дев'ять років, на 82-му році життя. Георг так і не дізнався про те, що він став королем Ганновера (1814), про завершення наполеонівських війн, про смерть онуки Шарлотти (1817) й дружини (1818).
Георг III був одружений (з 1761 року) з принцесою Шарлотою Макленбург-Штреліцькою; шлюб цей був вдалим (у короля, на відміну від його безпосередніх попередників та наступників, не було коханок). Георг був також найбільш багатодітним британським королем за всю історію: у нього й Шарлотти народилось 15 дітей — 9 синів і 6 дочок (королева була вагітна 15 разів, але до повноліття дожили тільки 13 дітей.)

## Родина
Дружина — Софія Шарлотта Мекленбург-Штреліцька
Діти:
| Ім'я                                                                         | Народження       | Смерть            | Шлюби та діти |
| ---------------------------------------------------------------------------- | ---------------- | ----------------- | --- |
| Георг, принц Уельський, надалі король Георг IV                               | 12 серпня 1762   | 26 червня 1830    | одружений 1795 року з Кароліною Брауншвейгською; одна дочка Шарлотта (померла 1817 року)                                                  |
| Фредерік герцог Йоркський                                                    | 16 серпня 1763   | 5 січня 1827      | одружений 1791 року з принцесою Фредерікою Прусською; дітей не було                                                                       |
| Вільгельм, герцог Кларенс, надалі король Вільгельм IV                        | 21 серпня 1765   | 20 червня 1837    | одружений 1818 року з Аделаїдою Саксен-Мейнінгенською; діти померли немовлятами; мав, окрім того, позашлюбних дітей (родина Фіцкларенсів) |
| Шарлотта                                                                     | 29 вересня 1766  | 6 жовтня 1828     | одружена 1797 за Фрідріхом I, королем Вюртемберга; дітей не було                                                                          |
| Едуард Август, герцог Кентський                                              | 2 листопада 1767 | 23 січня 1820     | одружений 1818 року з Вікторією Саксен-Кобург-Заальфельдською; одна дочка (королева Вікторія)                                             |
| Августа Софія                                                                | 8 листопада 1768 | 22 вересня 1840   | неодружена |
| Єлизавета                                                                    | 22 травня 1770   | 10 січня 1840     | одружена 1818 року з ландграфом Фрідріхом VI Гессен-Гомбурзьким; дітей не було                                                            |
| Ернст Август, герцог Камберлендський, надалі король Ганновера Ернст-Август I | 5 червня 1771    | 18 листопада 1851 | одружений 1815 року з Фридерікою Мекленбург-Стреліцькою                                                                                   |
| Август Фредерік, герцог Сассекський                                          | 27 січня 1773    | 21 квітня 1843    | мав потомство від морганатичного шлюбу з леді Августою Мюррей                                                                             |
| Адольф Фредерік, герцог Кембриджський                                        | 24 лютого 1774   | 8 липня 1850      | одружений 1818 року з Августою Гессен-Кассельською                                                                                        |
| Марія                                                                        | 25 квітня 1776   | 30 квітня 1857    | одружена 1816 з Вільямом, герцогом Глостерським; дітей не було                                                                            |
| Софія                                                                        | 3 листопада 1777 | 27 травня 1848    | неодружена |
| Октавій                                                                      | 23 лютого 1779   | 3 травня 1783     | |
| Альфред                                                                      | 22 вересня 1780  | 20 серпня 1782    | |
| Амелія                                                                       | 7 серпня 1783    | 2 листопада 1810  | неодружена |

## Пам'ять
На його честь названі міста під назвою Джорджтаун в Малайзії та в Гаяні.
У місті Бротон-ін-Фернесс встановлено обеліск на честь Георга III.